# Марк Юний Пенн (народный трибун)
Марк Ю́ний Пенн (лат. Marcus Iunius Pennus; умер после 126 года до н. э.) — римский политический деятель из плебейского рода Юниев, народный трибун 126 года до н. э. Сын Марка Юния Пенна, консула 167 года до н. э.
Марк Юний был политическим противником Гая Семпрония Гракха. Во время трибуната он добился принятия закона о выдворении из Рима всех не-граждан, рассчитывая лишить таким образом Гракха (тогда квестора на Сардинии) существенной части его сторонников. Позже, в 119 или 118 году до н. э., Пенн стал эдилом. Вскоре после этого он умер, хотя, по словам Цицерона, «надеялся далеко пойти».